# Kodihalli, Harapanahalli
Kodihalli là một làng thuộc tehsil Harapanahalli, huyện Davanagere, bang Karnataka, Ấn Độ.